# Comuna Hmeleva, Zalișciîkî
Hmeleva (în ucraineană Хмелева) este o comună în raionul Zalișciîkî, regiunea Ternopil, Ucraina, formată din satele Hmeleva (reședința) și Sverșkivți.

## Demografie
Componența lingvistică a comunei Hmeleva
     Ucraineană (99,89%)
     Alte limbi (0,11%)
Conform recensământului din 2001, majoritatea populației comunei Hmeleva era vorbitoare de ucraineană (99,89%), existând în minoritate și vorbitori de alte limbi.